# Vorsitzender der Verwaltungsgemeinschaft
Als Vorsitzender der Verwaltungsgemeinschaft wird in Bayern, Thüringen und Sachsen der Leiter der Verwaltung einer Verwaltungsgemeinschaft von mehreren Gemeinden bezeichnet.

## Bayern
In Bayern ist der Vorsitzende der Verwaltungsgemeinschaft Leiter der Verwaltung der Verwaltungsgemeinschaft. Er ist in der Regel Bürgermeister einer an der Verwaltungsgemeinschaft beteiligten Gemeinden.

## Sachsen und Thüringen
In Sachsen und Thüringen ist der Gemeinschaftsvorsitzende ebenfalls Leiter der Verwaltung der Verwaltungsgemeinschaft und zuständig für die Organisation des Geschäftsbetriebes. Der Verwaltungsgemeinschafts-Vorsitzende ist vergleichbar mit dem Bürgermeister einer Gemeinde.